# Cratere Bell
Bell è un cratere lunare di 86,33 km situato nella parte nord-orientale della faccia nascosta della Luna.
Il cratere è dedicato all'inventore statunitense Alexander Graham Bell.

## Crateri correlati
Alcuni crateri minori situati in prossimità di Bell sono convenzionalmente identificati, sulle mappe lunari, attraverso una lettera associata al nome.
| Bell | Coordinate            | Diametro (in km) |
| ---- | --------------------- | ---------------- |
| E    | 22°03′36″N 95°56′24″W | 15,91            |
| J    | 19°52′48″N 94°07′12″W | 19,73            |
| K    | 18°20′24″N 95°10′12″W | 18,95            |
| L    | 19°42′36″N 95°56′24″W | 22,09            |
| N    | 19°25′48″N 96°58′12″W | 17,71            |
| Q    | 20°44′24″N 97°15′36″W | 22,85            |
| T    | 21°54′36″N 99°02′24″W | 52,2             |
| Y    | 25°24′36″N 96°50′24″W | 23               |